# Ricardo Baroja
Ricardo Baroja y Nessi (Minas de Riotinto, 12 de enero de 1871-Vera de Bidasoa, 19 de diciembre de 1953) fue un pintor, grabador, actor y escritor español, hermano del novelista Pío Baroja y la escritora y etnóloga Carmen Baroja, y tío del antropólogo Julio Caro Baroja y del director y guionista de cine Pío Caro Baroja. Su obra como grabador es destacada y se lo considera continuador de Goya[cita requerida].

## Biografía
Un año mayor que su hermano Pío, nació en Riotinto por casualidad a causa de la profesión itinerante del padre, Serafín Baroja, ingeniero de minas. Toda la familia se marchó pronto a San Sebastián. A los ocho años de edad (1879) fueron a Madrid.

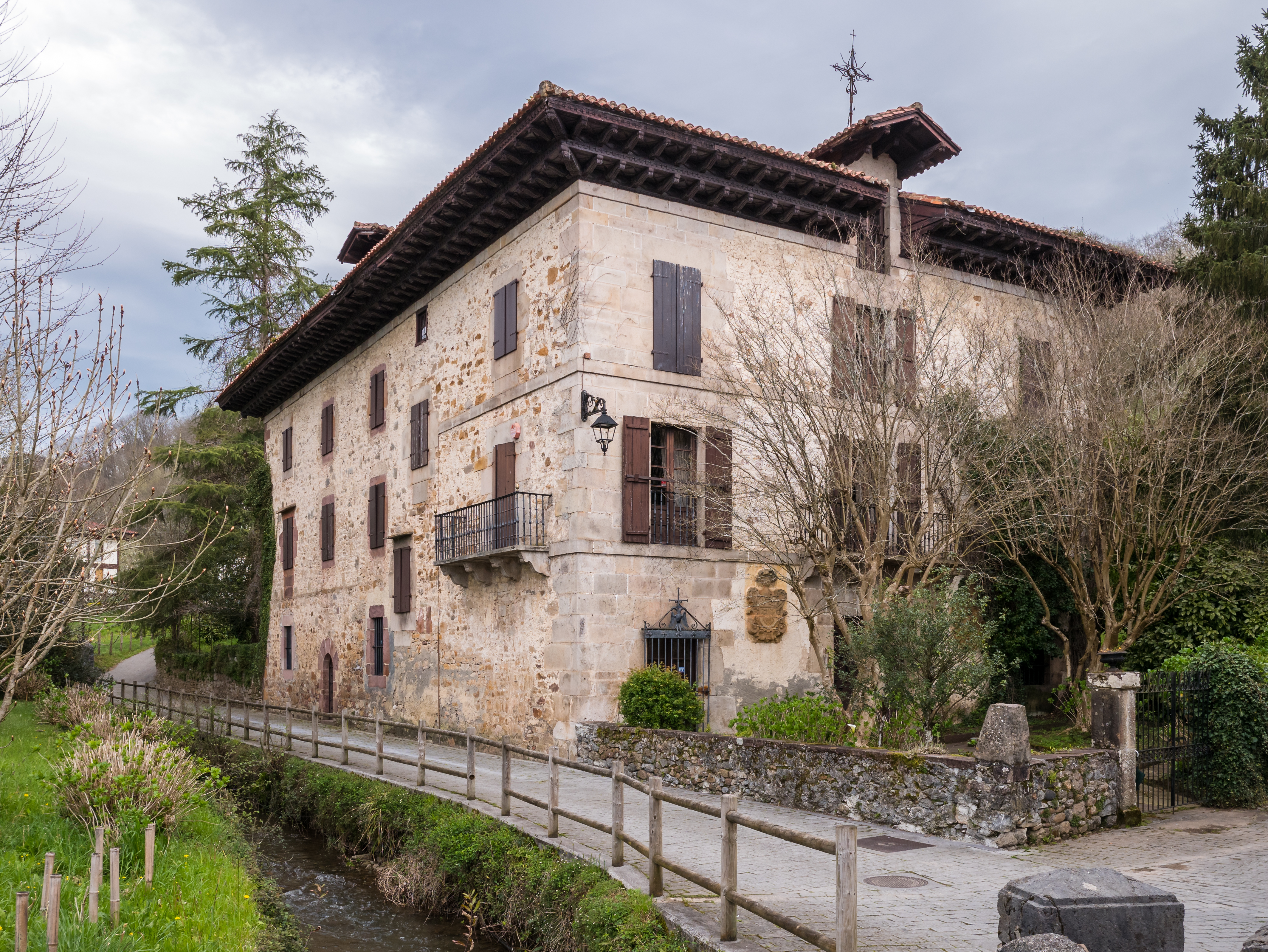
Caserío de Itzea propiedad de los Baroja en Vera de Bidasoa.

Dos años después está en Pamplona y en 1886 en Bilbao. A los quince años ingresa en la Escuela Politécnica de Ingeniería de Madrid, pero un amago de tuberculosis, enfermedad que ya había matado a su hermano Darío, alarmó a sus padres y les hizo desistir de que su hijo siguiera una carrera tan dura; al sanar más adelante, pues, guiado por su amor al arte, estudió entre 1888 y 1891 en la Escuela de Diplomática para pertenecer al Cuerpo de Archivos y Bibliotecas y asiste además a una academia de pintura donde recibe clases de Eugenio Vivó. También frecuenta los círculos artísticos de Málaga y Valencia y le seduce la pintura de los viejos Francisco Domingo y Marqués e Ignacio Pinazo y Camarlench sobre todo, mientras que no sintoniza con el estilo entonces pujante de Joaquín Sorolla. Es en Valencia donde conoce al pintor Julio Peris Brell, con quien entabla una larga amistad. Ilustra mientras tanto los primeros libros de su hermano.
Tras participar en oposiciones le destinan al final en 1897 al Archivo de Cáceres, pero renuncia o pide frecuentes excedencias y se le encuentra trabajando ocasionalmente durante cortos periodos en la biblioteca de Bilbao, en 1900 en los archivos de la Delegación de Hacienda de Teruel y en 1901 en la biblioteca provincial de Segovia, para abandonar allí definitivamente esta discontinua carrera funcionarial en 1902, pues lo que siempre había deseado era trabajar en un museo y lo único que había conseguido era solamente catalogar legajos, fuera de que su temperamento era viajero e inquieto por naturaleza.

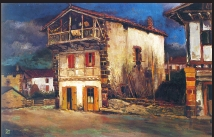
Casa Rubio. Óleo. 1926.

Colabora como ilustrador en Alma Española, Arte Joven y Electra, a veces con el pseudónimo de «Juan Gualberto Nessi», y frecuenta las tertulias del Café Levante con Valle-Inclán, y las de El Lion d'Or, Pombo y El Gato Negro, de lo que dejó testimonio en su famoso libro Gente del 98. Hizo además viajes por España con su hermano Pío y algunos mutuos amigos, en especial uno a Soria del que dejó recuerdo gráfico. Ambos hermanos son redactores de El Globo y en estas tareas les envían a Marruecos una temporada. Ricardo no descuida su vocación artística y lleva trabajos suyos a la Exposición de Arte Moderno de Bilbao (1900 y siguientes), y expone también en San Sebastián y Madrid. Entre 1900 y 1906 se da con preferencia a la técnica del aguafuerte y desde entonces concurre a las Exposiciones Nacionales de Bellas Artes de los años 1901, 1906, 1910, 1912, 1920, 1924, 1926, 1930 y 1936. Obtuvo una Segunda medalla en la de 1906 y la Primera en 1908. Cultiva preferentemente el retrato y las escenas de la vida popular, en un tono entre goyesco y romántico. Inventa, por otra parte, diversos artefactos.
En 1903 funda con la colaboración de Pablo Ruiz Picasso y Francisco de Asís y Soler el grupo de «Arte Joven» y en 1905 hace su primer viaje a París. En 1908 visitó Sevilla y en 1909 Toledo. En 1910 cofundó la Sociedad de Grabadores Españoles, después reagrupada como la denominación de Los 24, grupo que editó tres números de la revista de esta técnica La Estampa antes de que pasara a publicarla el Círculo de Bellas Artes. Aficionado al teatro, (incluso tuvo un papel en el filme mudo vanguardista de Nemesio Sobrevila El sexto sentido, 1929, entre otros) en 1915 estrena El Cometa con la Compañía de María Guerrero; en 1917 publica su primera novela, Aventuras del submarino alemán U... y comienza a asesorar a su cuñado el editor Rafael Caro Raggio en la colección Biblioteca de Arte que empieza a publicar. En 1920 publica Fernanda; en 1925 da una sonada conferencia en el Círculo de Bellas Artes donde, sin dar nombres, ataca a la crítica de arte del momento, en concreto a Juan de la Encina y José Francés, conferencia que tuvo mucha repercusión y que fue impresa; desde entonces la crítica le tendrá ojeriza; en 1926 publica El pedigrée.

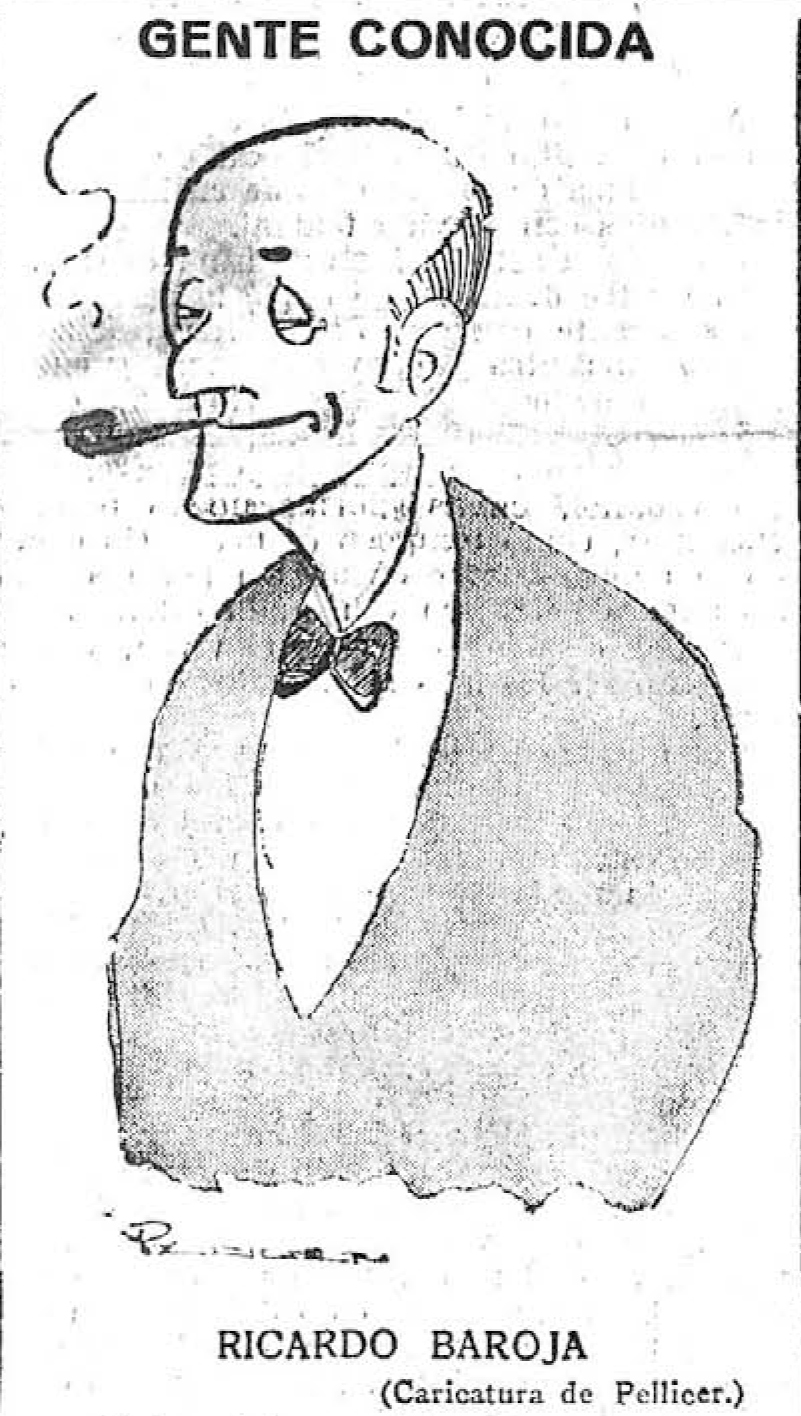
Caricaturizado por Pellicer en El Imparcial (1925)

En 1919 se casa al borde de la cincuentena con su fiel colaboradora y también pintora Carmen Monné, de familia norteamericana de origen francés, a la que había conocido en casa del pintor Ramón de Zubiaurre y con la cual participaba activamente en los grupos de teatro de aficionados El mirlo blanco y El cántaro roto, este último disuelto por la dictadura, lo que originó sus protestas. En 1928 es nombrado profesor de la Escuela Nacional de Artes Gráficas y vuelve a dedicarse intensamente al grabado, que tenía abandonado desde 1912. Frecuenta las tertulias de la Cacharrería, la del café Granja El Henar, donde está Valle Inclán, y la del Café Varela, donde están Antonio Machado y su hermano Manuel.
Al advenir la República se enemista con su antes amigo Manuel Azaña, director del Ateneo y en ese mismo año de 1931 pierde el ojo derecho en un accidente de automóvil en Navalcarnero y ello le obliga a dejar la pintura y el grabado y consagrarse a la literatura. Ganó el premio nacional de literatura en 1935 por su obra La Nao Capitana y ese mismo año empieza a escribir en Diario de Madrid los artículos sobre tertulias madrileñas que constituirán su libro Gente del 98 (1952). Con su mujer y otros escritores cofundó el 11 de febrero de 1933 la Asociación de Amigos de la Unión Soviética en unos tiempos en que la derecha sostenía un tono condenatorio a los relatos sobre las conquistas y los problemas del socialismo en la URSS.
En los años de la II República fue habitual su colaboración en el periódico republicano madrileño  La Tierra, donde el 31 de mayo de 1931 ya publicó la carta de dimisión como Secretario de Exposiciones de Bellas Artes. Al año siguiente comenzó a escribir la serie “De buena fe” enEl Imparcial, desde donde lanza severas críticas contra la República y los hombres del régimen, entre ellos su otrora amigo Manuel Azaña.
En agosto de 1933 retornó e intensificó su colaboración en La Tierra a través de la columna “Ventana abierta», la cual duraría un año (110 textos). Se va impregnando entonces de las ideas de su director, Cánovas Cervantes, curiosa mezcla de republicanismo radical, anarquismo y esencialismo ibérico; tanto es así, que Baroja se presenta en la capital a las elecciones de noviembre de 1933 en la candidatura conjunta de La Tierra y el Partido Social Ibérico, pequeña formación de corte anarquizante, escisión del Partido Social Revolucionario de José Antonio Balbontín, que se presentó en Sevilla y Madrid. No en vano, muchos de sus militantes entrarán más tarde en el Partido Sindicalista de Ángel Pestaña. Baroja hará lo propio, tras un breve paso por el partido republicano de Diego Martínez Barrio, y así participa activamente en el nuevo partido político libertario de nuevo siguiendo la orientación de La Tierra.

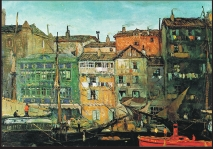
Kaia. Óleo

Poco a poco vuelve a pintar, pero ya no lo hace del natural. Al estallar la guerra civil, un bombardeo destruye la casa madrileña del matrimonio, perdiéndose en esa destrucción bastante de la obra literaria de Ricardo escrita hasta entonces, y él y su mujer Carmen permanecen en el caserío Itzea en Vera de Bidasoa en medio de grandes estrecheces económicas, durante toda la guerra, pintando solamente durante los veranos y escribiendo. Durante la guerra pintó en Itzea setenta tablas con temas bélicos, tal vez la más extensa aportación de ningún artista a los desastres bélicos de 1936. Por ejemplo, Porche del ayuntamiento (1937), La cheka de la posada (1938) y Vuelven al pueblo (1938). Asimismo escribió La tribu del halcón y El coleccionista de relámpagos (1940); Bienandanzas y fortunas, Pasan y se van (1941) y El Dorado (1942), ilustrado por él con setenta xilografías.
A partir de 1940 expone de nuevo en San Sebastián, Bilbao y Madrid. Hombre inquieto y polifacético, incluso compone música. En 1949 expone dos veces en San Sebastián, en enero los aguafuertes y en agosto los óleos y funda en esta ciudad junto con Martiarena la Asociación Artística de Guipúzcoa. Todos sus cuadros se venden, por ejemplo en la exposición de 1952 en San Sebastián, cuando ya era octogenario y estaba casi ciego desde 1951. Dos años después muere de cáncer en la lengua provocado por su desmedida afición al tabaco, que fumaba en pipa, en el caserío de Vera de Bidasoa, el día 19 de diciembre.
En 1957 su viuda Carmen Monné organizó una exposición-homenaje de todas sus obras disponibles, pero murió antes de poder verla, aunque se logró realizar en junio-julio de dicho año en el Museo de Arte Moderno de Madrid. Al contrario que su taciturno y agrio hermano, fue hombre de carácter alegre y polifacético. Su obra como grabador es importante y se le considera el sucesor de Goya.[cita requerida] Ha dejado más de 130 grabados, unos 1000 óleos y dos docenas de libros entre ensayos y novelas, así como gran obra dispersa de articulista en distintas revistas y periódicos.

## Obra literaria

### Teatro
- El Cometa, estrenada en 1915 por la Compañía de María Guerrero.
- Camino, publicada en 1915.
- Marino Faliero, 1922, drama, primera versión.
- Olimpia de Toledo, impresa en 1923.
- El Pedigrée, impresa en 1924.
- Marinos vascos, estrenado en 1926.
- El maleficio, estrenado en 1926.
- El torneo, estrenado en 1926.

### Narrativa
- Aventuras del submarino alemán U: Narración de un viaje en sumergible por el Mediterráneo y el Atlántico (1917)
- De tobillera a cocotte (1919)
- Fernanda (1920)
- Fiebre de amor (1921)
- Los tres retratos (1930)
- La nao Capitana: cuento español del mar antiguo (1935), Premio Nacional de Literatura de novela (1936).
- La tribu del halcón: cuento prehistórico de actualidad y El coleccionista de relámpagos (1940)
- Bienandanzas y fortunas. Novela histórica (1941)
- Pasan y se van (1941)
- Clavijo: tres versiones de una vida, (1942)
- El Dorado (1942)
- Los dos hermanos piratas (cuento del mar Mediterráneo) (1944).

### Ensayo
- Conferencia La crítica de arte, 3 de abril de 1925.
- Prólogo a Goya, de Laurencio Matheron (1941)
- Gente del 98 (1952, reeditado en 1969 con el título Gente de la generación del 98). Recoge artículos publicados en la prensa madrileña en 1935.
- La plasmogenia, divagación pseudocientífica, s. a.

## Filmografía
- 1927 Al Hollywood Madrileño Nemesio Sobrevila (director). Muda.
- 1928 Zalacaín el aventurero Francisco Camacho (director). Muda; perdida.
- 1929 El sexto sentido Nemesio Sobrevila (director). Muda.
- 1931 La incorregible, Leo Mitller (director). Sonora.
- 1947 La Nao Capitana, (adaptación de su propia novela), Florián Rey (director).

## Reconocimientos
Hoy cuenta con una avenida con su nombre en Minas de Riotinto, gracias al trabajo del concejal de Cultura de Izquierda Unida y segundo teniente de alcalde en la legislatura 1995-1999, Manuel Díaz Salgado.